# 시에나도
시에나도(이탈리아어: Provincia di Siena)는 이탈리아 토스카나주의 도이다. 도청 소재지는 시에나이다.

## 지리
시에나도는 7개 옛 지역으로 구분된다:
- 알타 발 델사 (Alta Val d'Elsa)
- 키안티 세네세 (Chianti senese)
- 도심 지역 (몬테리지오니 및 시에나)
- 발 디 메르세
- 크레테 세네시 발 다르비아
- 발 디 키아나 세네세 (Val di Chiana senese)
- 발도르차 및 몬테 아미아타

시에나도는 구릉 지역으로, 북쪽은 콜리네 델 키안티가 있으며 아미아타산이 최고 지점1,738 미터 (5,702 ft)이고, 남쪽에는 몬테 케토나가 있다. 서쪽으로는 콜리네 메탈리페레가 있고, 발디키아나가 동쪽에 있다.
역사적으로, 시에나도는 과거 시에나 공화국의 북동쪽 영역과 일치한다.
주된 종사업은 농업 (밀, 포도, 과일)과 비단 생산이다. 키안티로 알려진 포도주가 토스카나의 다른 지역과 더불어 이곳에서 만들어지며 '키안티 콜리 센시' (Chianti Colli Senesi)만은 이곳에서 만들어진다.
시에나를 제외한 주요 도시들에는 포지본시, 콜레디발델사, 몬테풀차노, 키우시, 산지미냐노 등이 있다.

### 코무네

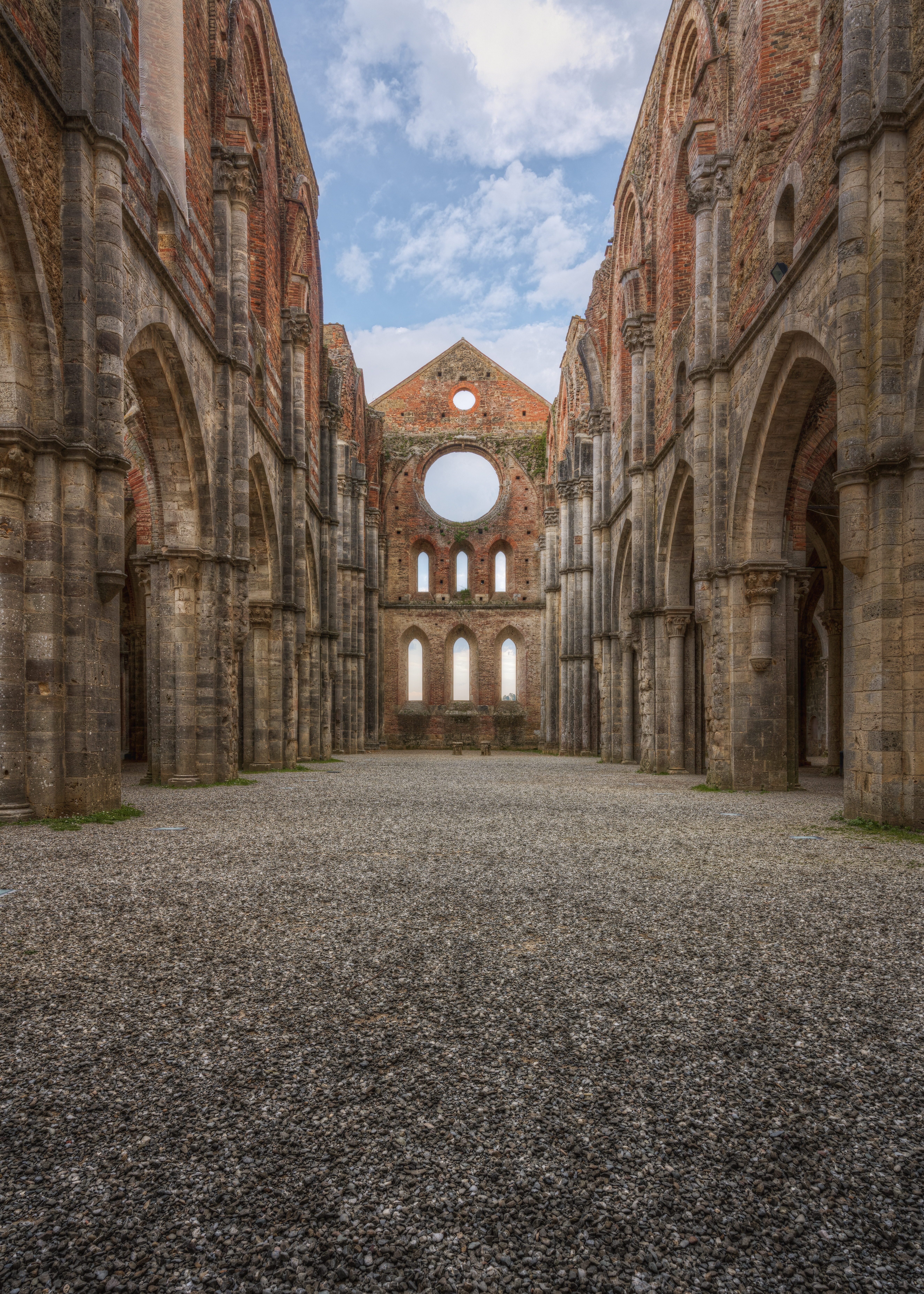
시에나도의 주요 관광지인 키우스디노의 산 갈가노 수도원.

시에나도에는 35개 '코무네' (지방자치단체)로 이뤄져 있다.
2015년 기준, 인구에 따른 코무네 목록은 다음과 같다:
| '코무네'     | 인구   |
| ------------ | ------ |
| 시에나       | 53,893 |
| 포지본시     | 29,634 |
| 콜레디발델사 | 21,314 |
| 몬테풀차노   | 13,883 |
| 시날룬가     | 12,482 |
| 키우시       | 8,826  |

## 행정
시에나도는 지방자치단체 ('코무네')와 토스카나주 사이 중간 수준의 행정 기관이다.
시에나 주에 이양된 세 가지 주요 기능은 다음과 같다:
- 지역 계획 및 구역 설정
- 지역 경찰 및 소방 기관 제공
- 교통 규제 (차량 등록, 지방도 유지 등).

행정 기관으로서, 시에나도는 자체적인 선출 기구를 두고 있다. 1945년부터 1995년까지 시에나도의 도지사는 시민들이 5년에 한번씩 선출한 도의회의 의원들을 통해 뽑혔다. 1995년부터 2014년까지, 1993년 행정 개편에 따라, 도지사는 보통 선거에 따라 선출되며 본래는 4년 임기이었으나 5년 임기재이다.
2014년 4월 3일, 이탈리아 대의회는 법률 제56/2014호에 대해 최종 승인을 내렸는데 이 법률에는 이탈리아의 도들의 '2차 수준의 제도적 기구'로서 전환 내용을 포함하고 있다. 2024년 행정 개편에 따르면, 각 도는 도지사를 대표로 하여, 입법부, 도의회, 집행부, 도집행부의 지원을 받게 된다. 도지사 및 도의원들은 각 지방자치단체의 시장 및 의원들이 함께 선출하며 임기는 각 4년 2년이다. 집행부는 도지사가 집행부 의장을 맡으며, '아세오레'로 불리는 집행부 의원들은 도지사가 선정한다. 2015년 이래로, 도지사 및 도의원들은 봉급을 받지 않는다.
각 도마다, 'prefettura-ufficio territoriale del governo'(중앙 정부의 지방 대표부)라 불리는 기관을 이끄는 중앙 정부의 대리인 '프레페토'가 존재하기도 하다.  시에나도 내 국립 경찰 ('폴리치아 디 스타토')의 대표는 '퀘스토레' (questore)이고 관공서는 '퀘스투라' (questura)라고 한다. 또한 지방 정부에 의존하는 도 경찰 (polizia provinciale)도 존재한다.

### 역대 시에나 도지사
|                 | 도지사                | 임기 시작        | 임기 끝          | 소속 정당              |
| --------------- | --------------------- | ---------------- | ---------------- | ---------------------- |
|                 | 조르다노 케키         | 1985년 7월 12일  | 1990년 7월 15일  | 이탈리아 공산당        |
|                 | 알레산드로 스타르니니 | 1990년 7월 18일  | 1995년 4월 24일  | 좌파민주당             |
| 1995년 4월 24일 | 알레산드로 스타르니니 | 1999년 6월 14일  |                  | 좌파민주당             |
|                 | 파비오 체케리니       | 1999년 6월 14일  | 2004년 6월 14일  | 좌파 민주주의당 민주당 |
| 2004년 6월 14일 | 파비오 체케리니       | 2009년 6월 8일   |                  | 좌파 민주주의당 민주당 |
|                 | 시모네 베치니         | 2009년 6월 8일   | 2014년 10월 12일 | 민주당                 |
|                 | 파브리치오 네피       | 2014년 10월 12일 | 2018년 10월 31일 | 민주당                 |
|                 | 실비오 프란체스켈리   | 2018년 10월 31일 | 2022년 10월 23일 | 민주당                 |
|                 | 다비드 부살리         | 2022년 10월 23일 | 2024년 9월 30일  | 민주당                 |
|                 | 아녜세 카를레티       | 2024년 9월 30일  | '현직'           | 민주당                 |